# 小行星8265
小行星8265是一颗围绕太阳公转的小行星。1986年9月1日，亨利·德波鸿诺在拉西拉天文台发现了此天体。
这颗小行星的绝对星等为209.9620571400418等。